# Оптична томографія
Опти́чна томогра́фія (ОТ) — різновид томографії, який використовує для візуалізації оптичне (лазерне) випромінювання, головним чином інфрачервоного, а також видимого діапазонів.
Однак, на відміну від рентгенного, взаємодія оптичного випромінювання з середовищем має складніший характер: окрім процесу поглинання присутні процеси розсіювання, заломлення та відбиття тощо. Це, з одного боку, дуже ускладнює завдання візуалізації, а з іншого - потенційно дозволяє отримати більше інформації.
Через сильне ослаблення оптичного випромінювання в біологічних тканинах найперспективнішими об'єктами для діагностики вважають: 
- жіноча молочна залоза,
- головний мозок новонародженого,
- кінцівки (пальці та передпліччя),
- окремі клітини,
- лабораторні тварини.

В 1995-1996 рр. аспірант МФТІ А.В. Горшков запропонував як найбезпечніше для живого організму випромінювання, що має достатню проникну здатність, діапазон довжин хвиль близько 10 мкм (5-15 мкм), що відповідає околицям максимуму розподілу Планка (випромінювання чорного тіла) за температури людського організму.